# Фольксмарине

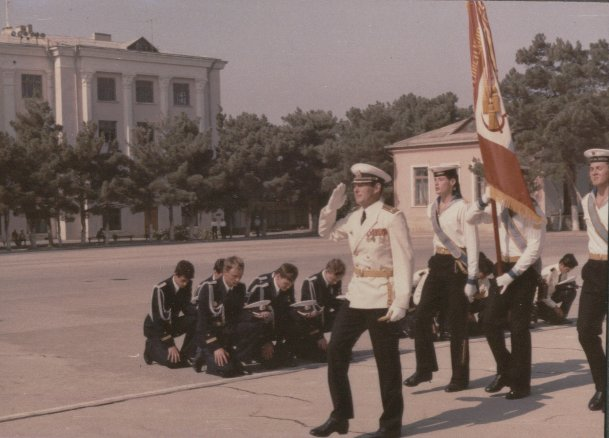
Выпуск иностранных военнослужащих Фольксмарине, в Каспийском высшем военно-морском училище имени С. М. Кирова.

Фольксмарине (нем. Volksmarine) — название военно-морских сил ГДР. Входили в созданную в 1956 году Национальную народную армию.

Фуражка морского офицера ВМФ (НAТO: OФ-1 до OФ-2) Национальной народной армии ГДР - (С крышкой кепки) - 1962

## История
В начале 1950-х годов оба германских государства соблюдали, хотя бы формально, послевоенные положения о демилитаризации Германии, и не создавали вооружённых сил. Поэтому морские вооружённые силы ГДР до 1956 года имели название «Морская полиция» и были подчинены МВД. В 1956 году, вслед за созданием Бундесвера ФРГ, в ГДР было создано Министерство национальной обороны, и корабли и подразделения Морской полиции вошли в его состав как ВМС ГДР (Seestreitkräfte). С 1960 года ВМС получили название Фольксмарине (Volksmarine, Народный флот), которое носили до ликвидации флота в 1990 году. В немецком языке употребляется сокращение VM, в русском языке — НВМФ ГДР (Народный Военно-морской флот).
За сорок лет своей истории Фольксмарине не принимал участия в боевых действиях.

### Характеристика
Фольксмарине формировался с учётом гидрографии Балтийского моря — довольно мелкого, скалистого, с изрезанным побережьем, и таким образом малоприспособленного для действий крупных кораблей. Основную силу ФМ составили малотоннажные суда — торпедные катера, противолодочные катера, ракетные катера, малые ракетные корабли, прибрежные противоминные корабли, противолодочные корабли, десантные корабли, самолёты и вертолёты морской авиации. Самыми крупными в Фольксмарине были сторожевые корабли типа «Дельфин» водоизмещением 1670 т.
Также в состав ФМ входили учебные суда, в том числе парусник «Вильгельм Пик».
Фольксмарине не имел на вооружении атомного оружия или кораблей на атомном ходу.
ВМФ ГДР мог самостоятельно решать следующие задачи:
- оборона побережья;
- оказание поддержки сухопутным войскам на прибрежных направлениях;
- высадка тактических десантов;
- противолодочная оборона;
- борьба с минами.

Таким образом, Фольксмарине по характеристикам и задачам можно считать оборонительным флотом.

### Количественные характеристики на 1990 год
Боевых кораблей — 110.
Вспомогательных судов — 69.
Вертолетов морской авиации — 24 (16 — Ми-8 и 8 — Ми-14).
Самолетов морской авиации — 20 истребителей-бомбардировщиков Су-17.
Личный состав — 16 000 человек.

### Интересные эпизоды
Фольксмарине не имел на вооружении подводных лодок, хотя планы их создания в 1950-е гг. разрабатывались и велась подготовка личного состава. Впоследствии проект был свёрнут, не в последнюю очередь из-за неприспособленности рельефа Балтики для действий подлодок — удобнее было использовать для тех же целей торпедные катера. Личный состав был распределён по другим подразделениям. Ещё в 1980-е годы «подводники» плавали в составе экипажей различных кораблей. От их сослуживцев, знавших об их подготовке, пошли легенды о существовании в Фольксмарине секретного подразделения подводных лодок.
В ночь на 5 сентября 1979 года старшина сторожевого корабля «Граал Мюритц», решивший сбежать на Запад, ночью закрыл спавший экипаж в трюме и взял курс на ФРГ. Моряки взорвали дверь трюма гранатой и смогли задержать предателя. Он был осуждён, однако после падения Берлинской стены вышел на свободу.

### Ликвидация
После вхождения ГДР в состав ФРГ 3 октября 1990 года соединения вооружённых сил ГДР, включая Фольксмарине, перешли под начало специально созданного командования «Бундесвер — Ост» во главе с присланными западногерманскими командующими. Силы бывшего Фольксмарине возглавил адмирал Бундесмарине Дирк Хортен. Сразу после этого началась планомерная ликвидация материальной и кадровой базы ФМ. Подавляющее большинство кораблей в 1991—1996 гг. было продано либо в вооружённые силы других стран, либо просто на слом. Подавляющее большинство офицеров и кадровых унтер-офицеров — уволено со службы.
Причины:
1. После присоединения ГДР к ФРГ и вхождения ННА в состав Бундесвера, объединённая германская армия стала по численности второй в Европе (после Советской) и одной из крупнейших в мире (более 500 000 чел). Это вызвало озабоченность, в том числе союзников ФРГ по НАТО. Международное сообщество стимулировало Германию к сокращению арсеналов. Сокращение коснулось, хотя и в меньшей мере, и западногерманских гарнизонов.
2. После окончания Холодной войны у ФРГ и НАТО не осталось противников на Балтийском море, против которых было бы экономически обоснованным содержать столь мощный флот.
3. Неприспособленность оборонительного флота ГДР к выполнению новых задач в составе блока НАТО (войны в Югославии, Персидском заливе, Афганистане, Ливии и др.) — в первую очередь отсутствие авианосцев и других крупных военных кораблей для дальних океанских походов.
4. Общая тенденция к минимизации расходов на бюджетную сферу в Германии после объединения.
5. Недоверие боннского руководства к старому кадровому костяку армии, флота и государственного аппарата ГДР и общая тенденция к замещению руководящих должностей западногерманскими назначенцами: адмиральский состав был уволен со службы полностью, а офицерский и кадровые унтер-офицеры — почти полностью.

### Ветеранское движение
Ветераны Фольксмарине входят в общеармейскую ветеранскую организацию ГДР «Traditionsverband Nationale Volksarmee».
Основной проблемой ветеранов вооружённых сил ГДР в объединённой Германии была невыплата пенсий, либо начисление им меньшего, по сравнению с офицерами ФРГ, размера пенсий. На сегодняшний день эти проблемы в основном решены в судебном порядке. Программными целями ветеранских организаций остаются борьба с очернением истории ГДР и её вооружённых сил в СМИ и дискриминацией восточных немцев в объединённой Германии.
7 ноября 2010 года в Берлине прошли мероприятия, посвященные 50-й годовщине создания Фольксмарине. Перед собравшимися выступил последний министр национальной обороны ГДР адмирал Теодор Хофман и другие ветераны флота, а также ветераны других родов войск. Мероприятие проходило под военно-морским флагом ГДР, флагом морской пограничной бригады, вымпелом Министерства национальной обороны ГДР и адмиральским вымпелом Фольксмарине. Участники возложили венок к могилам революционеров германской Ноябрьской революции 1918 года.
Подобные мероприятия в современной ФРГ проходят в условиях жёсткого противостояния со стороны правых политических сил, из уст которых звучат требования запретить ношение военной формы ГДР как «символов тоталитарного режима». Полиция, впрочем, подчёркивает, что армия ГДР никогда не была признана преступной организацией, и ношение её формы не может считаться преступлением.
Адмиралом Хофманом после увольнения в отставку были выпущены две книги воспоминаний «Команда Балтийское море. От матроса до адмирала» (1995) и «Последняя команда. Воспоминания министра» (1993).

## Структура

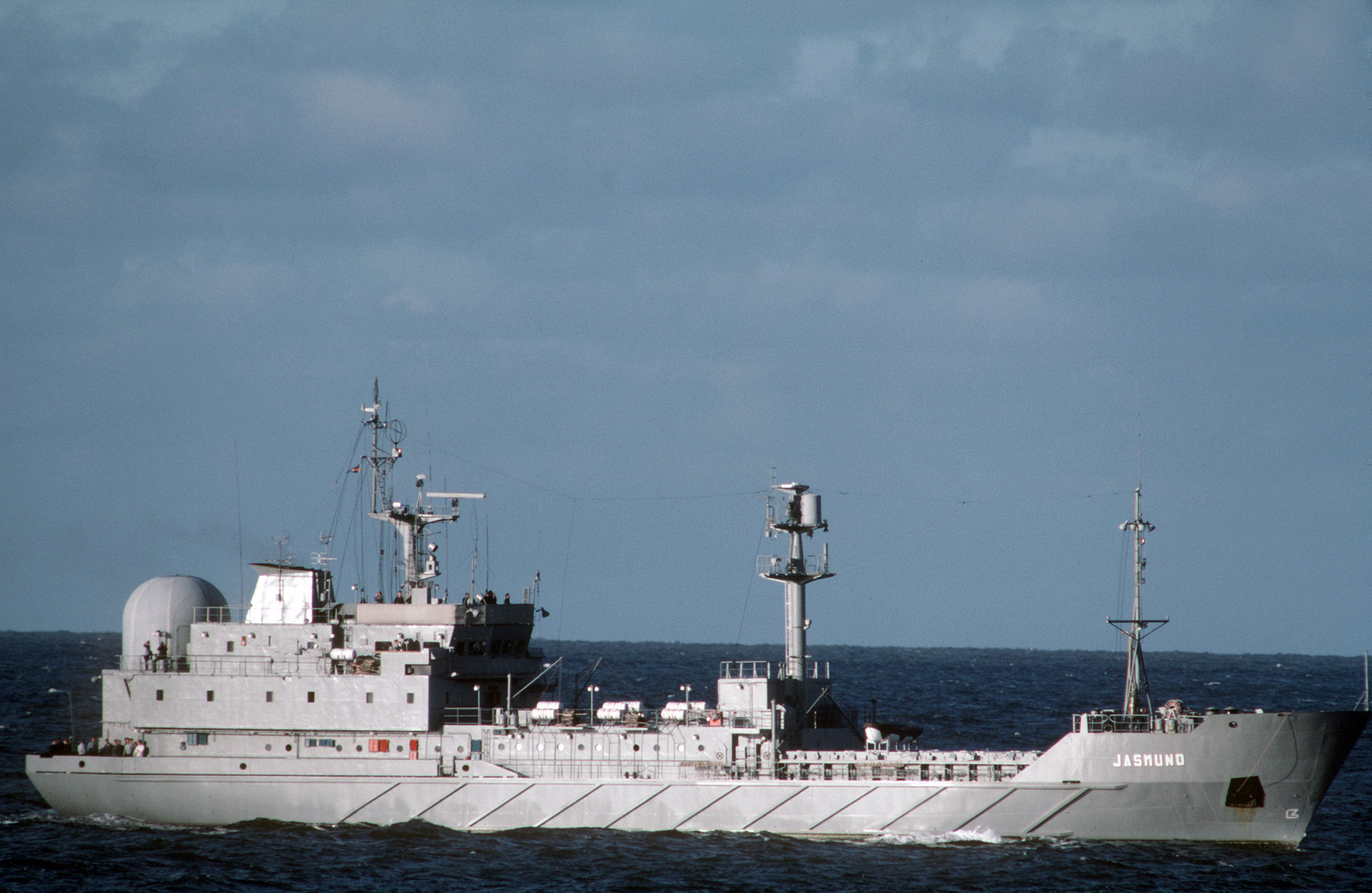
Разведывательный корабль

Основной воинской частью в ВМС ГДР является отдельный дивизион, высшим тактическим соединением - флотилия, низшей - бригада. Таким образом в их имелись три флотилии.
| Командующий Фольксмарине |

| Командование Фольксмарине |

| Отдельные части |

| Соединения (Verbände) |

| Учебные заведения |

| Отдельные дивизионы |

| Бригады (Brigade) |

| Тыловые службы |

| Дивизионы (Abteilung) |

| Корабли (Schiffe) и катера (Boote) |

Командование ВМФ (Kommando der Volksmarine), располагалось в Ростоке, позывной — «Студия»;
- 1-я флотилия, база в Пенемюнде, позывной — «Гусеница»
  - Бригада десантных кораблей (1. Landungsschiffbrigade) (десантные корабли «Хойерсверда», «Хагенов», «Франкфурт-на-Одере», «Эберсвальде/Финов», «Люббен», «Шверин», «Нойбранденбург», «Котбус», «Анклам», «Шведт», «Айзенхюттенштадт», «Гриммен»;
    - 1-й дивизион десантных кораблей (1. Landungsschiffabteilung) и 3-й дивизион десантных кораблей (3. Landungsschiffabteilung);
      - с 1950-х до конца 1970-х гг. - средние десантные корабли «Шведт», «Айзенхюттенштадт», «Гриммен», «Люббен», «Хойерсверда», «Эберсвальде»;
      - с конца 1970-х гг. до начала 1990-х гг. - средние десантные корабли «Хойерсверда», «Хагенов», «Франкфурт-на-Одере», «Эберсвальде», «Люббен», «Шверин», «Нойбранденбург», «Котбус», «Анклам», «Шведт», «Айзенхюттенштадт», «Гриммен»;

  - 1-я бригада кораблей охраны водного района (1. Sicherungsbrigade):
    - 1-й дивизион малых противолодочных кораблей (1. U-Bootabwehrschiffabteilung) и 3-й дивизион противолодочных кораблей (3. U-Bootabwehrschiffabteilung):
      - до конца 1960-х гг. - противолодочные корабли «Орёл», «Перепелятник», «Сокол», «Ястреб», «Цапля», «Канюк», «Лунь», «Сорока», «Журавль», «Чайка», «Баклан», «Альбатрос»;
      - 1980-е гг. - противолодочные корабли «Пренцлау», «Людвигаслуст», «Рибниц-Дамгартен», «Тетеров», «Гадебуш», «Гревесмюлен», «Берген», «Ангермюнде»;

    - 1-й дивизион тральщиков (1. Minensuch- und Räumschiffabteilung) и 3-й дивизион тральщиков (3. Minensuch- und Räumschiffabteilung):
      - с 1950-х до середины 1970-х гг.: базовые катера-тральщики (Minenräumboote): «Ауэ», «Цвиккау», «Фрайберг», «Зенфтенберг», «Форст», «Варен», «Майссен», «Гёрлиц», «Каменц», «Пренцлау», «Айзенах», «Гота», «Йена», «Грайц», «Пёсснек», «Айслебен», «Кётен», «Кётен», «Цайц», «Борна», «Кальбе», «Штендаль», «Бург», «Вайсвассер», «Веймар», «Анклам», «Люккенвальде», «Бранденбург», «Науэн», «Гюстров», «Штернберг», «Хагенов», «Ильменау», «Мейнинген», «Зоннеберг», заградители и базовые тральщики (Minenleg- und Räumschiffe) «Зуль», «Шверин», «Нойбранденбург», «Котбус», «Берген», «Франкфурт-на-Одере», «Штральзугд», «Засниц», «Вольгаст», «Грайфсвальд», «Берлин»;
      - с конца 1970-х гг. до 1990-х гг.: рейдовые и базовые тральщики (Minensuch- und Räumschiffe) «Штральзунд», «Витшток», «Дессау», «Биттерфельд», «Тангерхютте», «Цербст», «Зёммерда», «Айслебен», «Гранзее», «Цайц» (до 1981 года), «Хетштадт» (до 1981 года), «Альтенбург», «Шёнбек», «Гримма»;

  - 1-й дивизион обеспечения (1. Sicherstellungsschiffsabteilung): корабль управления «Хуго Эккер», буксиры «Тале», «Дельфин», танкер «Римс», суда снабжения «Нордперд» и «Мёнхгут»;
- 4-я флотилия, база в Росток-Варнемюнде, позывной — «Залив»:
  - Бригада сторожевых кораблей (4. Küstenschutzschiffsbrigade):
    - сторожевые корабли «Эрнст Тельман», «Карл Маркс», «Карл Либнехт» и «Фридрих Энгельс», последние два в 1968-1969 гг. были выведены из состава флота, первые в 1978 году были заменены охранными кораблями (фрегатами) «Росток» и «Берлин» в 1986 году к ним был добавлен охранный корабль «Халле»;

  - 4-я бригада кораблей охраны водного района (4. Sicherungsbrigade):
    - (минные тральщики):
      - с 1950-х до конца 1970-х гг. - минные заградители и базовые тральщики «Галле», «Дрезден», «Росток», «Гера», «Магдебург», «Эрфурт», «Карл-Маркс-Штадт», «Потсдам», «Лейпциг»;
      - с конца 1970-х до начала 1990-х гг. - рейдовые и базовые тральщики «Кириц», «Нойруппин», «Страсбург», «Рёбель», «Прицвальк», «Ратенов», «Ораниенбург», «Йутербог», «Бернау», «Айленбург», «Риза», «Вильгельм-Пик-Штадт-Губен»;

    - (малые противолодочные корабли): 
      - с 1980-х гг. - противолодочные корабли «Висмар», «Пархим», «Перлеберг», «Бютцов», «Любц», «Бад Доберан», «Гюстров», «Варен»;
      - до 1980-х гг. - противолодочные корабли «Гадебуш», «Висмар», «Штернберг», «Пархим», «Людвигслуст», «Перлеберг», «Бад-Доберан», «Бютцов», «Любц», «Рибниц-Дармгартен», «Тетров»;

  - 4-й дивизион обеспечения (4. Sicherstellungsschiffsabteilung): буксир «Судак», плавучая база «Фогтланд», танкер «Узедом», судно снабжения «Дарс», плавучая судоремонтная мастерская «Кюлунг», разведывательные корабли «Комет», «Метеор», «Ясмунд», учебный корабль «Вильгельм Пик», водолазный корабль «Водолаз II»;
- 6-я флотилия, база в Дранске, позывной — «Буква»:
  - Малые ракетные корабли (корветы) «Альбин Кёбис», «Рудольф Эгльхофер», «Фриц Глобис», «Пауль Айзеншнайдер», «Ханс Баймлер», приняты на вооружение в 1984-1986 гг.;
  - Бригада ракетных катеров (Raketenschnellboot-Brigade) («Макс Райхспич», «Доктор Рихард Зорге», «Август Лютгенс», «Карл Мезеберг», «Вальтер Кремер», «Пауль Шульц», «Пауль Вицорек», «Фриц Гаст», «Альбер Гаст», «Генрих Дорренбах», «Отто Тост», «Йозеф Шарес», «Засниц», также планировалось принять на вооружение ещё три ракетных катера два из которых планировалось назвать «Зеллин» и «Бинц»);
  - Бригада торпедных катеров (Torpedoschnellboots-Brigade) («Вильгельм Флорин», «Эрнст Грубе», «Эрнст Шнеллер», «Антон Зефкоф», «Бурн Кюн», «Хайнц Капелле», два безымянных малых торпедных катера);
- (береговая артиллерия):
  - 18-й береговой ракетный полк имени Вальдемара Фернера (Küstenraketenregiment (KRR-18)) в Гелбензанде, позывной — «Stirnhöhle»;
  - 18-й полк связи имени Иоганна Везолека в Бёлендорфе, позывной — «Sängerknabe»;
- (морская авиация):
  - 18-й полк морских боевых вертолётов имени Курта Бартеля (Marinehubschraubergeschwader (MHG-18)) в Парове, позывной — «Sperrkreis»;
  - 28-й полк морской авиации имени Пауля Вицорека (Marinefliegergeschwader (MFG-28)) в Лаге;
  - 28-й батальон связи и обеспечения полётов в Лааге;
- (учебные заведения):
  - Военно-морское училище имени Карла Либкнехта (Offiziershochschule «Karl Liebknecht») в Штральзунде, позывной — «Хандгельд» («Handgeld»);
  - Военно-морская школа имени Вальтера Штеффенса (Flottenschule «Walter Steffens») в Штральзунде, позывной — «Рундфарт» («Rundfahrt», букв. «Многодневная гонка»);
- Коммандос боевых пловцов (Kampfschwimmerkommando 18)  или «КСК-18» («KSK-18») - войсковой спецназ;
- Морская гидрографическая служба (Seehydrographischer Dienst) - гидрографические катера «Гольвиц», «Ранцов», «Брайтлинг», «Ландтиеф», «Грасорт», «Коликкер Орт», «Эспер Орт», «Пальмер Орт», «Геллен», «Аркона», «Дарсер Орт», водолазный катер «Бук», водолазный катер «Дорнбуш», транспортный корабль «Бессель»;
- Научно-технический центр - испытательное судно «Вердау».

Флотилии
Каждая из флотилий состоит нескольких бригад, дивизиона обеспечения, зенитно-ракетной батареи (Fliegerabwehrbatterie), роты связи (Nachrichtenkompanie), инженерного взвода (Marinepionierzug), взвода химической защиты (Zug Chemische Abwehr).

## Состав
Из всех небольших флотов стран-союзниц СССР по Варшавскому договору Военно-морской флот Национальной Народной Армии ГДР в конце 1980-х гг. был наиболее боеспособным. Его основу составляли современные корабли, вступившие в строй в 1970—1980-х гг.
Всего к моменту объединения Германии в 1990 г. в его составе находилось 110 боевых кораблей различных классов и 69 вспомогательных судов. В составе морской авиации насчитывалось 24 вертолёта (16 — типа Ми-8 и 8 — типа Ми-14), а также 20 истребителей-бомбардировщиков Су-17. Численность личного состава ВМФ — около 16 тысяч чел.
Самыми крупными кораблями в составе ВМФ ГДР были три сторожевых корабля (СКР) типа «Rostock» (пр.1159), построенные в СССР на Зеленодольском судостроительном заводе в 1978, 1979 и 1986 годах соответственно.
Основу противолодочных сил составляли 16 малых противолодочных кораблей (МПК) типа «Parchim» (пр.133.1). Корабли строились с 1980 по 1985 г. на верфи «Peenewerft» в г. Вольгаст по проекту, разработанному в ГДР с помощью советских специалистов на базе МПК пр.1124. В 1986—1990 гг. для СССР было построено 12 МПК этого типа по модернизированному проекту 133.1-М.
Другим примером сотрудничества Советского Союза и Восточной Германии в области военного кораблестроения являлось строительство в ГДР по советскому проекту (пр.151) ракетных катеров (РКА) полным водоизмещением 380 т, которые планировалось вооружить восемью новейшими противокорабельными ракетами (ПКР) «Уран» (производство ПКР по советской лицензии намечалось развернуть в ГДР). Предполагалось, что этот РКА поступит на вооружение флотов стран-участниц Варшавского договора. До объединения Германии удалось построить только два катера этого типа, ещё четыре находились в различной степени готовности. Для замены устаревших РКА пр.205 (в конце 1980-х гг. все 12 РКА этого проекта вывели в резерв) ВМФ ГДР получил от СССР пять ракетных катеров пр.1241-РЭ. Эти катера (разработанные ЦКБ «Алмаз» на базе пр.1241.1-T) с 1980 г. строились на экспорт Рыбинским и Ярославским судостроительными заводами. Всего для Болгарии, ГДР, Индии, Йемена, Польши и Румынии построили 22 РКА. В составе ВМФ ГДР находились также шесть больших торпедных катеров пр.206, построенных в СССР в 1968—1976 гг.
Только в ВМФ ГДР существовал такой класс кораблей, как сверхмалые (водоизмещением 28 тонн) ТКА типа «Libelle» (дальнейшее развитие ТКА типа «Iltis») с желобными торпедными аппаратами для 533-мм торпед. Торпеда выстреливалась назад — так же, как это делали советские ТКА типа «Г-5» в 1930—1940 гг. Восточногерманский флот располагал тридцатью ТКА типа «Libelle».
В составе амфибийных сил находилось 12 десантных кораблей (ДК) типа «Hoyerswerda» (полным водоизмещением 2000 тонн), спроектированных и построенных в 1974—1980 гг. в ГДР. Ещё два корабля этого типа переоборудовали в транспорты снабжения.
ВМФ ГДР обладал достаточно многочисленными минно-тральными силами. С 1969 г. велось строительство базовых тральщиков (БТЩ) типа «Greiz» («Kondor II»). Восточногерманский флот получил 26 кораблей этого типа, ещё 18 единиц достроили в варианте пограничных СКР (тип «Kondor I») для Береговой охраны (Grenzebrigade Kuste). Пять БТЩ были переоборудованы в спасательные и учебные суда.
В составе вспомогательного флота находилось 69 судов различного назначения. В основном это были современные суда сравнительно небольшого водоизмещения, построенные на национальных верфях, а также в СССР и ПНР.

### После объединения Германии
На 3 октября ННА состояла из 88800 человек (среди них 23155 офицеров и 22549 унтер-офицеров).
3 октября 1990 года произошло воссоединение Германской Демократической Республики и Федеративной Республики Германии. Однако армия ГДР не была включена в состав бундесвера, а была фактически расформирована.
На территории бывшей ГДР было образовано временное объединённое командование Bundeswehr Ost (Восток), которое приняло на себя роль ликвидационной комиссии. Воинские звания офицеров ННА не были признаны бундесвером, фактически лишившим их званий, а службу в армии ГДР не признали ни за военный, ни за гражданский трудовой стаж. Личный состав срочной службы постепенно уволили, некоторое количество офицеров после соответствующей проверки приняли на службу в Бундесвер. Принятые на службу в бундесвере офицеры ННА получили более низкие звания. Генералы ННА были уволены министром разоружения и обороны ГДР Райнером Эппельманном со службы 2 октября.
Вооружение и технику, за редким исключением (в частности, истребители МиГ-29), предполагалось продать другим странам или утилизировать. Весь флот бывшей ГДР был сосредоточен в Ростоке и ждал своей участи. Сразу же отправились на слом наиболее старые и требовавшие ремонта корабли. Правительство ФРГ усиленно искало покупателей, рассчитывая выгодно продать наиболее современные боевые единицы.
Все 16 МПК типа Parchim в 1992 г. купила Индонезия, корабли после переоборудования и подготовки экипажей постепенно перешли в индонезийский порт Сурабайю (в 1996 г. Зеленодольское ПКБ предложило командованию ВМС Индонезии проект модернизации этих кораблей до уровня МПК пр.133.1-М). Кроме того, Индонезия приобрела 9 БТЩ типа Kondor II и все 12 ДК типа Hoyerswerda, а также два переоборудованных из ДК транспорта снабжения.
Из всего доставшегося ФРГ наследства наибольший интерес вызывал РКА пр.1241-РЭ. Учитывая, что среди покупателей советского оружия находятся недружественные США государства, командование ВМС США приняло решение досконально изучить катер. Выбор пал на РКА Hiddensee (бывший Rudolf Egelhofter). В декабре 1991 г. на палубе транспортного судна он прибыл в США и был приписан к исследовательскому центру ВМС США в городе Соломон (штат Мэриленд). Катер был подвергнут всесторонним испытаниям по специальной программе. Американские специалисты высоко оценили конструкцию корпуса корабля, его ходовые и маневренные качества, однако отмечался недостаточный (по американским стандартам) ресурс маршевых и форсажных газовых турбин, традиционно критиковалось радиоэлектронное вооружение. Также отмечалась низкая боевая эффективность ракет П-20 (экспортная модификация П-15 Термит), хорошую оценку получила шестиствольная АУ АК-630. В целом было сделано заключение, что РКА такого типа, вооружённые более современными ПКР «Москит» (пр.12411, 12421) или «Уран» (пр.12418) представляют собой достаточно серьёзную опасность для кораблей ВМС США и их союзников.
Остальные четыре РКА остались в Ростоке. Периодически появлялись сообщения о желании Польши, располагающей четырьмя подобными катерами, приобрести у ФРГ ещё два. Выгодно продав Индонезии большую часть современных кораблей, правительство ФРГ принялось фактически раздаривать оставшиеся. Так, в 1993—1994 гг. было принято решение о передаче Латвии трёх, а Эстонии — девяти переоборудованных катеров пр.205 (с них сняли пусковые установки ПКР П-15). Часть катеров уже передана. Латвии достались и два БТЩ типа Kondor II. Так же щедро были розданы Германией и пограничные СКР типа Kondor I: четыре единицы — Тунису, два — Мальте, один — Гвинее-Бисау, два (в 1994 г.) — Эстонии.
Меньше всего повезло трем СКР пр.1159 — не найдя покупателя, командование бундесмарине продало их на слом.
Ни один боевой корабль ВМФ ГДР не вошёл в состав военно-морского флота Германии. Три новейших катера пр.151 (один достроили уже в ФРГ, три в недостроенном состоянии продали Польше) были перевооружены и включены в состав Береговой охраны (Bundesgrenzschutz-See) ФРГ вместе с тремя пограничными СКР типа «Kondor I».
Так закончил своё существование флот ГДР, корабли которого сейчас ходят под флагами восьми государств.

## Флаги кораблей и судов
| Флаг | Гюйс | Вымпел боевых кораблей |
| ---- | ---- | ---------------------- |
|      |      | нет данных             |

## Система воинских званий и знаков различия

### Адмиралы
| Адмиралы Фольксмарине | Адмиралы Фольксмарине | Адмиралы Фольксмарине                                               | Адмиралы Фольксмарине  | Адмиралы Фольксмарине           | Адмиралы Фольксмарине              |
| Петлицы               | Лампасы               | Адмирал флота (нем. Flottenadmiral) Звание никогда не присваивалось | Адмирал (нем. Admiral) | Вице-адмирал (нем. Vizeadmiral) | Контр-адмирал (нем. Konteradmiral) |
| --------------------- | --------------------- | ------------------------------------------------------------------- | ---------------------- | ------------------------------- | ---------------------------------- |
| OF-9 дo OF-6          | OF-9 дo OF-6          | OF-9                                                                | OF-8                   | OF-7                            | OF-6                               |
|                       |                       |                                                                     |                        |                                 |                                    |
|                       |                       |                                                                     |                        |                                 |                                    |

### Офицеры
| Офицеры Фольксмарине                   | Офицеры Фольксмарине                       | Офицеры Фольксмарине                       | Офицеры Фольксмарине                      | Офицеры Фольксмарине                              | Офицеры Фольксмарине                      | Офицеры Фольксмарине                                |
| Капитан цур зее (нем. Kapitän zur See) | Фрегаттен- капитан (нем. Fregattenkapitän) | Корветтен- капитан (нем. Korvettenkapitän) | Капитан- лейтенант (нем. Kapitänleutnant) | Оберлейтенант цур зее (нем. Oberleutnant zur See) | Лейтенант цур зее (нем. Leutnant zur See) | Унтерлейтенант цур зее (нем. Unterleutnant zur See) |
| -------------------------------------- | ------------------------------------------ | ------------------------------------------ | ----------------------------------------- | ------------------------------------------------- | ----------------------------------------- | --------------------------------------------------- |
| OF-5                                   | OF-4                                       | OF-3                                       | OF-2                                      | OF-1                                              | OF-1                                      | OF-1                                                |
|                                        |                                            |                                            |                                           |                                                   |                                           |                                                     |
|                                        |                                            |                                            |                                           |                                                   |                                           |                                                     |

### Прапорщики (фенрихи)
| Прапорщики Фольксмарине                     | Прапорщики Фольксмарине         | Прапорщики Фольксмарине          | Прапорщики Фольксмарине |
| Старший штабс-прапорщик (Oberstabsfähnrich) | Штабс-прапорщик (Stabsfähnrich) | Старший прапорщик (Oberfähnrich) | Прапорщик (Fähnrich)    |
| ------------------------------------------- | ------------------------------- | -------------------------------- | ----------------------- |
| W-4                                         | W-3                             | W-2                              | W-1                     |
|                                             |                                 |                                  |                         |

### Сержанты
| OR-8 | OR-7 | OR-6 | OR-5 | OR-4 |
|      |      |      |      |      |

### Матросы
| Матросы Фольксмарине        | Матросы Фольксмарине         | Матросы Фольксмарине |
| Штабс-матрос (Stabsmatrose) | Старший матрос (Obermatrose) | Матрос (Matrose)     |
| --------------------------- | ---------------------------- | -------------------- |
| OR-3                        | OR-2                         | OR-1                 |
|                             |                              |                      |

## Командующие Фольксмарине

Вымпел заместителя министра обороны — командующего Фольксмарине

### Наименование должности
- Командующий ВМС (Chef der Seestreitkräfte): 1 марта 1956 — 3 ноября 1960 года;
- Командующий Фольксмарине (Chef der Volksmarine): 3 ноября 1960 года — 1 декабря 1972 года;
- Заместитель Министра Национальной Обороны и Командующий Фольксмарине (Stellvertreter des Ministers und Chef der Volksmarine): 1 декабря 1972 года — 11 декабря 1989 года;
- Командующий Фольксмарине (Chef der Volksmarine): 11 декабря 1989 года — 2 октября 1990 года

### Список командующих
| 1 марта — 31 декабря 1956 года             | Контр-адмирал                  | Феликс Шеффлер   |
| 1 января 1957 года — 31 июля 1959 года     | Вице-адмирал                   | Вальдемар Фернер |
| 1 августа 1959 года — 31 июля 1961 года    | Контр-адмирал                  | Вильгельм Эйм    |
| 1 августа 1961 года — 24 февраля 1963 года | Контр-адмирал                  | Хайнц Нойкирхен  |
| 25 февраля 1963 года — 30 ноября 1987 года | Вице-адмирал (позднее Адмирал) | Вильгельм Эйм    |
| 1 декабря 1987 года — 17 ноября 1989 года  | Вице-адмирал (позднее Адмирал) | Теодор Хофман    |
| 11 декабря 1989 года — 2 октября 1990 года | Вице-адмирал                   | Хенрик Борн      |